# Marian Kopko
Marian Kopko (ur. 7 marca 1951 w Nowej Rudzie) – polski duchowny katolicki, prałat, były dziekan dekanatu Kamienna Góra Wschód, kawaler Zakonu Rycerskiego Grobu Bożego, Honorowy Obywatel Miasta Bielawa, były duszpasterz Solidarności Zagłębia Miedziowego, organizator Mszy św. za Ojczyznę, inicjator wykładów, spotkań i wystaw o tematyce patriotycznej. Za swoje zasługi odznaczony przez prezydenta RP Andrzeja Dudę Krzyżem Wolności i Solidarności oraz Krzyżem Kawalerskim Orderu Odrodzenia Polski. W latach 2008–2024 proboszcz oraz kustosz sanktuarium w Krzeszowie.

## Młodość
Urodził się 7 marca 1951 r. w Nowej Rudzie jako pierwsze z czworga dzieci (Henryk, Bogusława i Grażyna) Józefa Kopko (ojciec walczył na froncie II wojny światowej) i Kingi z domu Plata. Jego rodzice w 1948 r. przybyli na "ziemie odzyskane" - Józef z okolic Przemyśla, Kinga spod Nowego Sącza. Poznali się w 1950 r. w Nowej Rudzie i zawarli sakrament małżeństwa w kościele św. Mikołaja. 
Ochrzczony w kościele parafialnym św. Mikołaja. W 1965 r. ukończył Szkołę Podstawową w Nowej Rudzie i tam też podjął naukę w zasadniczej szkole poligraficznej. Po zdobyciu zawodu drukarza rozpoczął pracę w drukarni, najpierw w Koszalinie, a później w Przemyślu. W latach 1969–1971 odbył zasadniczą służbę wojskową we Wrocławiu. 
Po odbyciu służby wojskowej w 1971 r. podjął pracę w Domu Pomocy Społecznej w Jugowie i równocześnie kontynuował naukę w Liceum Ogólnokształcącym dla Pracujących w Nowej Rudzie. W 1975 r. zdał maturę i wstąpił do Wyższego Seminarium Duchownego we Wrocławiu. Jego proboszcz ks. Zdzisław Ostapiuk (1928-1992) tak napisał o nim w testimonium morale:

... rodzice Mariana Kopko stanowią wzorową rodzinę w naszej wspólnocie parafialnej i to pod każdym względem. Marian Kopko cieszy się również bardzo dobrą opinią wśród swoich rówieśników jak i całej parafii... Na pierwszym miejscu zawsze stawiał obowiązek względem Boga i Kościoła... Jest dobrym kandydatem, by w przyszłości służyć jako kapłan.

4 lipca 1975 r. do Rektoratu Wyższego Seminarium Duchownego we Wrocławiu złożył podanie o przyjęcie, pisząc m.in.:

... najlepiej czułbym się w przyszłości, by służyć Bogu i ludziom jako kapłan.

Został przyjęty i rozpoczął studia filozoficzno-teologiczne (1975-1981). Lata seminaryjne jak to sam mówił, były najpiękniejszym czasem w jego życiu.

## Kapłaństwo
23 maja 1981 r. otrzymał święcenia kapłańskie we Wrocławiu z rąk kard. Henryka Gulbinowicza. Po święceniach w latach 1981-1985 pracował jako wikariusz w parafii Świętej Trójcy w Legnicy. Aktywnie wspierał NSZZ „Solidarność”. Po wprowadzeniu stanu wojennego ukrywał poszukiwanych przez władze działaczy związku oraz przechowywał i kolportował podziemne wydawnictwa.   
Następnie w latach 1985-1991 pracował w parafii Wniebowzięcia Najświętszej Maryi Panny w Bielawie. W parafii inicjował wykłady, spotkania i wystawy o tematyce patriotycznej. Zorganizował Duszpasterstwo Ludzi Pracy i odprawiał Msze św. za Ojczyznę.   
W 1987 r. został skazany przez kolegium ds. wykroczeń za zorganizowanie mszy św. 1 maja w Górach Sowich. W 1989 r. zaangażował się w działalność Komitetu Obywatelskiego „Solidarność” Ziemi Dzierżoniowskiej. Inicjator wmurowania tablic pamiątkowych poświęconych: marszałkowi Józefowi Piłsudskiemu – w katedrze św. Ap. Piotra i Pawła w Legnicy oraz Konfederatom Barskim – w kościele parafialnym Wniebowzięcia NMP w Bielawie.   
25 czerwca 1991 r. po przemianach ustrojowych został skierowany przez kard. Henryka Gulbinowicza do Polkowic w celu zorganizowania życia parafialnego w nowo powstającej parafii oraz wybudowania kościoła. 3 czerwca 1992 r. rozpoczęto budowę kościoła Matki Bożej Królowej Polski, który został pomnikiem Roku Jubileuszowego w 2000 r.
Inicjator budowy kościołów parafialnych w Polkowicach, Guzicach i Moskorzynie. Wieloletni kierownik Pieszej Pielgrzymki na Jasną Górę z Diecezji Legnickiej, spowiednik w Wyższym Seminarium Duchownym w Legnicy. Od 1993 r. kanonik generalny Kapituły Legnickiej. 23 czerwca 2008 r. ustanowiony proboszczem i kustoszem w Krzeszowie. Od 31 sierpnia 2013 r. dziekan Kapituły Krzeszowskiej.   
Organizator wielu festiwali (organowych, jasełkowych, kolędniczych, piosenki religijnej i patriotycznej). Systematycznie organizuje spotkania Rodziny Radia Maryja oraz Jerycha Różańcowe a także Nieustanny Różaniec Diecezji Legnickiej. Aktywny członek komitetu organizacyjnego polsko-czeskich Dni Kultury Chrześcijańskiej. Organizator wielu imprez w ramach współpracy transgranicznej z Czechami i Niemcami. Gra na akordeonie.  

## Odznaczenia
- 31 sierpnia 2000 r. Rada Miasta Polkowic nadała tytuł "Honorowego Obywatela Gminy Polkowice"
- 25 sierpnia 2010 r. podczas nadzwyczajnej sesji Rady Miasta Bielawy otrzymał tytuł Honorowego Obywatela Miasta Bielawa[10].
- 15 grudnia 2015 r. odznaczony we Wrocławiu przez prezydenta RP Andrzeja Dudę Krzyżem Wolności i Solidarności. W imieniu prezydenta odznaczenie wręczył prezes IPN Łukasz Kamiński[18].
- 31 sierpnia 2017 r. postanowieniami Prezydenta Rzeczypospolitej Polskiej za wybitne zasługi we wspieraniu przemian demokratycznych w Polsce, za osiągnięcia w podejmowanej z pożytkiem dla kraju pracy duszpasterskiej i społecznej ks. Marian Kopko został odznaczony Krzyżem Kawalerskim Orderu Odrodzenia Polski[19].

## Godności i funkcje kościelne[3]
- prałat (1995)
- kanonik gremialny kapituły legnickiej (1993)
- dziekan kapituły krzeszowskiej (2013)
- rektor Bractwa św. Józefa w diecezji legnickiej (2014)
- kawaler Zakonu Rycerskiego Grobu Bożego w Jerozolimie (2015)
- diecezjalny duszpasterz rolników (2022)